# Alegeri în Canada
Canada organizează alegerile pentru mai multe niveluri de guvernare: la nivel național (federal), provincial și teritorial , și municipal . Alegerile sunt, de asemenea organizate pentru auto-guvernarea Primei Națiuni și pentru multe organizații publice și private, inclusiv a altor corporații și sindicate .Alegeri oficiale au avut loc în Canada, cel puțin din anul 1792, atunci când   Canada superioară și Canada inferioară au organizat primele lor alegeri.
Scrutinul național de vot este disponibil pentru toți cetățenii canadieni cu vârsta de peste 18 ani, cu excepția  șefului electoral și a șefului electoral adjunct.Alte alegeri pot avea cerințe de cetățenie, rezidență, și / sau  de proprietate (unele municipalități  permit atât rezidenților cât și proprietarilor de terenuri non-rezidenți să voteze).

## Alegerile naționale
Parlamentul Canadei (franceză Parlement du Canada) are două camere. Camera Comunelor (franceză Chambre des communes) are 308 membri, aleși pentru un mandat de maxim cinci ani în circumscripții uninominale, iar Senatul (franceză Senat) are 105 membri numiți de Guvernatorul General la sfatul primului-ministru. Senatorii sunt numiți pe viață (până la vârsta de 75 de ani) și, astfel, servesc de multe ori mult mai mult decât primul-ministru, care a fost în primul rând responsabil pentru numirea lor.
Alegerile naționale sunt reglementate de Legea electorală din Canada .Utilizând sistemului de vot majoritar, canadienii votează  candidatul local pentru membru al Parlamentului (MP), care stă în Camera Comunelor.Cei mai mulți parlamentari sunt membri ai unui partid politic federal și, în general liderul partidului cu cele mai multe locuri în Camera Comunelor devine primul-ministru .Canadienii nu votează direct pentru primul-ministru, și nici pentru senatori, care sunt numiți de primul-ministru.Primul-ministru este liderul de partid care este ales în districtul electoral de care aparține. În timp ce toți canadienii nu votează pentru prim-ministru, primul-ministru trebuie să câștige alegerile într-o cursă și toți membrii de partid sunt implicați în a decide care este lider de partid (și, astfel, candidatul la funcția de  prim-ministru).
Deși sunt în prezent mai multe partide reprezentate în Parlament, Canada prezintă două partide politice dominante , conservatorii și liberalii , care au guvernat țara diferite forme de la înființarea sa în 1867.
Din punct de vedere istoric, primul-ministru ar putea cere Guvernatorului General să organizeze alegeri electorale în orice moment, deși trebuia să fie organizată una în termen de cel mult cinci ani de la ultimele alegeri în conformitate cu secțiunea 4 din Carta canadiană a drepturilor și a libertăților . Aceeași prevedere se aplică în toate provinciile și teritoriile , deși unele provincii au legi locale care au nevoie ca alegerile să fie organizate  mai devreme. Cu toate acestea, în 2007, Parlamentul controlat de catre conservatori  au adoptat un act de stabilire a datei alegerilor federale  la fiecare patru ani, cu excepția cazului în care guvernul își pierde încrederea în Camera Comunelor. Cu toate acestea, această lege este în mare parte simbolică, deoarece nu reduce puterea primului-ministru de a solicita dizolvarea Parlamentului, în orice moment, așa cum a demonstrat  același guvern conservator prin apel pentru alegeril cu un an înainte de data legiferată fără a pierde o moțiune de încredere .
În cazul în care un guvern pierde o moțiune de încredere în mod tradițional primul-ministru va cere Guvernatorului General organizarea alegerilor anticipate.Guvernatorul General la cererea primului-ministru care a pierdut un vot de încredere va cere în mod tradițional alegeri anticipate. Guvernatorul General are de asemenea dreptul de a chema liderul partidului care crede el ca ar fi cel mai probabil, pentru a putea forma guvernul și să îl întrebe dacă poate forma guvernul. Acest lucru sa întâmplat în 1926 și este menționat ca Afacerea King-Byng.
Limita mandatului de 5 ani este strict aplicată  Parlamentului , acest organism nu este considerat a fi fost "format", până la adoptarea ordinului și încetează să mai existe în momentul în care este dizolvat . Prin urmare, este posibil să treacă mai mult  de cinci ani, între alegeri , așa cum sa întâmplat între 1930 și 1935.
Este de asemenea posibil ca alegerile generale care urmează să fie amânate.Pentru asta Canada ar trebui să fie implicată într-un război sau insurecție .Această dispoziție a fost adoptată pentru a permite primului-ministru , Robert Borden să amâne alegerile federale cu aproximativ un an în timpul primului război mondial . De atunci, punerea la dispoziție a fost utilizată numai de două ori, ambele ori de către guvernele provinciale-Ontario amânat alegerile pentru câteva săptămâni în următorul an de după armistițiul din 1918.  Saskatchewan 
a fost singura jurdistricție care a amânnat alegerile generale cu mai mult de un an din cauza celui de al doilea război mondial , dar a organizat alegeri în 1944 , la șase ani după votul anterior.
În mod tradițional, guvernele au așteptat patru ani între alegeri, dar, guvernul liberal sub conducerea lui Jean Chrétien în anuii 90,organizau alegerile, în medie, la fiecare trei ani și jumătate. Partidele, în general, așteptată perioada maximă de cinci ani între alegeri, dacă se așteaptă să piardă și speră (de obicei în zadar) că o amânare va permite mai mult timp pentru ca lucrurile să se schimbe în favoarea lor.
Alegerile , în general, fie au loc în toamnă fie primăvara. Astfel se evită problemele legate de o campanie de iarnă, în cazul în care evenimente in aer liber sunt mai greu de organizat. Se evită, de asemenea, problemele de vară, când mulți canadieni sunt în vacanță.
Alegeri pot avea loc și în perioada dintre alegerile generale atunci când locuri devin vacante. Guvernul federal poate iniția, de asemenea, la nivel național referendumuri pe teme majore.Ultimul referendum a avut loc în anul 1992 pe tema unor modificări constituționale  propuse în Charlottetown Accord . Uneori, o anumită chestiune va domina de alegeri, iar alegerile vor fi într-un sens un referendum virtual.Cel mai recent exemplu au fost alegerile din 1988 , care au fost considerate de majoritatea partidelor ca fiind un referendum privind comerțul liber cu Statele Unite .
Fiecare persoană care este cetățean canadian de 18 ani sau mai mult este aptă să voteze cu excepția șefului electoral adjunct și a șefului electoral. În Legea electorală din Canada, deținuților care execută o pedeapsă de cel puțin doi ani le este, de asemenea, interzis să voteze, dar, pe 31.10.2002, Curtea Supremă a Canadei a decis în cauza Sauve contra Canada, că o astfel de lege încălcă punctul 3 din Carta , și a fost pronunțată nulă.
Prezența la urne a alegătorilor a fost în continuă descreștere de mai multe decenii. Deși prezența la urne a crescut cu patru la sută în alegerile federale din 2006 , în urma alegerilor sa văzut întoarcerea tendinței de declin. În prezent, aproximativ șaizeci la sută din alegători votează în alegerile federale, dar aceasta se ridică la mai puțin de 50% din  populația adultă.
Cele mai recente alegeri a avut loc pe 14 octombrie 2008.

## Durata campaniilor electorale
Durata campaniilor electorale pote varia, dar sub legea electorală, durata minimă a unei campanii este de 36 de zile. Nu există nici o lungimea maximă precizată în mod explicit pentru o campanie, cu toate că secțiunea 5 din Cartă impune ca Parlamentul stă cel puțin o dată la douăsprezece luni, și, astfel, o campanie ar trebui să se încheie la timp pentru a se putea întruni în sesiune în termen de douăsprezece luni de la data ședinței anterioare. Data alegerilor federale trebuie să fie stabilită pe o zi de luni (sau marți în cazul în care luni este o sărbătoare legală).
Campania electorală cea mai lungă a avut loc la alegerile din 1926 ca urmare a Afacerii King-Byng, care a durat 74 zile. Înainte de adoptarea perioadei minime de 36 de zile, au existat șase alegeri care au durat perioade mai scurte de timp. Ultima dintre acestea a fost în 1904 care au avut loc cu mai multe decenii înainte impunerea perioadei minime.
În practică, primul-ministru va ține, în general, o campanie cât mai scurtă juridic și/sau posibil, deoarece cheltuielile partidelor sunt strict limitate de legea electorală, o lege care nu conține prevederi care ar permite creșterea cheltuielilor într-o campanie de lungă durată.Alegerile din 1997, 2000 și 2004 au fost toate de minim 36 zile, în lungime, care a condus la o concepție greșită comună că alegerile trebuie să fie lungi de 36 zile .Cu toate acestea, înainte de 1997, alegerile durau în medie mult mai mult: în afară de campania electorală de 47 de zile din 1993 , cea mai scurtă perioadă a alegerilor a fost după al doilea război mondial si a durat 57 de zile celelalte fiind de peste 60 de zile în lungime.

## Provinciale și Teritoriale
Următorul tabel sintetizează rezultatele celor mai recente alegeri provinciale și teritoriale.Un link pentru a finaliza listele pentru fiecare provincie și teritoriu este de mai jos. Partidul câștigător este indicat cu caractere aldine și de bara colorată de la stânga tabelului. Tabelul nu arată starea actuală a partidelor în termen de organe legislative.
În unele cazuri, partide din provincie nu sunt asociate cu partidele federale cu același nume. Astfel, nume de partide din provincie sunt uneori înșelătoare, atunci când se asociază un partid din provincie cu un partid național, deși ideologiile respective sunt, de obicei, destul de similare.
Nici unul din actualele partide progresiv - conservatoare provinciale sunt în mod oficial în legătură cu conservatorii federali - crearea Partidului Conservator din Canada a dus la desființarea formală a Partidului Conservator Progresist din Canada. Noul partid federal nu a cerut partidelor provinciale PC-ul pentru a restabili orice legături oficiale, deși nu există legături neoficiale în cele mai multe provincii și listele de membru, în multe provincii sunt destul de similare.Unele partide provinciale (cum ar fi Alberta) în mod oficial au rupt legăturile cu partidul federal înainte de fuziune.Ambele partide Saskatchewan și Yukon sunt, de asemenea, strâns legate de Partidul Conservator.
În British Columbia, Alberta și Quebec liberalii din provincie sunt integral emancipați fașă de liberalii federali. Alte partide liberale din provincie sunt entități autonome, dar păstrează legături oficiale cu partidul federal.
Pe de altă parte, toate aripile provinciale ale Partidul Nou Democrat sunt complet integrate cu federala PND.
| Provincia sau teritoriul | Data celei mai recente alegeri | Data celei mai recente alegeri |                        |         |              |                                                                             | Totalul mandatelor |
| Provincia sau teritoriul | Data celei mai recente alegeri | Data celei mai recente alegeri | Progressiv Conservator | Liberal | Nou Democrat | Altele                                                                      | Totalul mandatelor |
| Nova Scotia              | 2009-06-09                     |                                | 9                      | 11      | 32           |                                                                             | 52                 |
| British Columbia         | 2009-05-12                     |                                |                        | 491     | 35           | 1 (Independent)                                                             | 85                 |
| Quebec                   | 2008-12-08                     |                                |                        | 661     |              | 51 (Parti Québécois) 7 (Action démocratique du Québec) 1 (Québec Solidaire) | 125                |
| Alberta                  | 2008-03-03                     |                                | 68                     | 81      | 2            | 3 (Wildrose Alliance) 2 (Independent)                                       | 83                 |
| Saskatchewan             | 2007-11-07                     |                                |                        |         | 20           | 38 (Saskatchewan Party)                                                     | 58                 |
| Ontario                  | 2007-10-10                     |                                | 26                     | 711     | 10           |                                                                             | 107                |
| Newfoundland & Labrador  | 2007-10-09                     |                                | 44                     | 3       | 1            |                                                                             | 48                 |
| Prince Edward Island     | 2007-05-28                     |                                | 3                      | 24      |              |                                                                             | 27                 |
| Manitoba                 | 2007-05-22                     |                                | 19                     | 2       | 36           |                                                                             | 57                 |
| Yukon                    | 2006-10-10                     |                                |                        | 5       | 3            | 10 (Yukon Party)                                                            | 18                 |
| New Brunswick            | 2006-09-18                     |                                | 22                     | 33      |              |                                                                             | 55                 |
| Total                    | Total                          | Total                          | 198                    | 271     | 138          | 108                                                                         | 715                |

Nunavut nu are partidele politice, iar partidele politice din Teritoriile de Nord-Vest au fost desființate în 1905.

### Publicații
- The Hill Times: Canada's national newsweekly of  politics and government
- "rabble.ca's election blog" Daily election commentary from across Canada, hosted on Canada's daily independent news website, rabble.ca
- "Shotgun blog" The Western Standard's Shotgun blog, covering Canadian politics from a libertarian/conservative perspective
- "The Western Standard" Canada's libertarian/conservative online news outlet
- The Tyee: Daily Election stories from this daily independent BC-based online news source